# 19 de julho
19 de julho é o 200.º dia do ano no calendário gregoriano (201.º em anos bissextos). Faltam 165 dias para acabar o ano.

## Eventos históricos

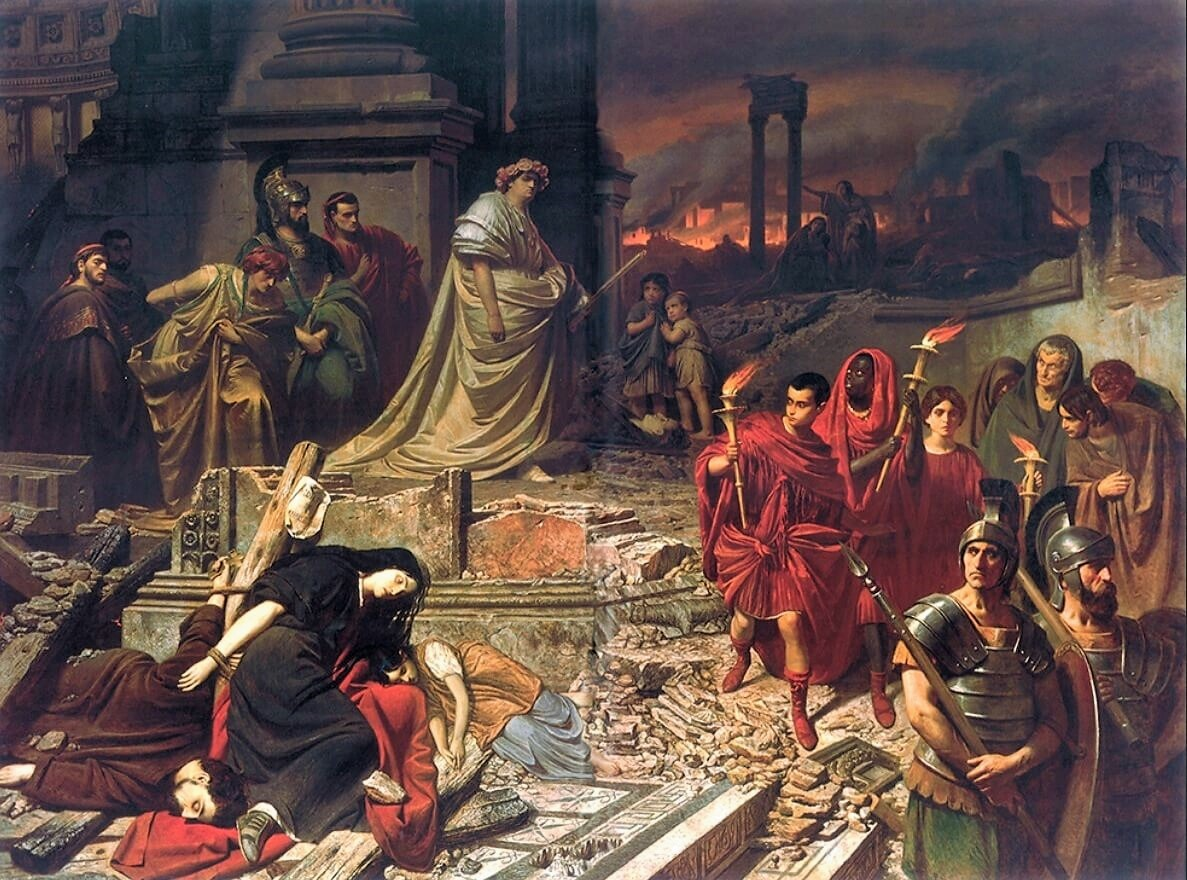
64: Grande incêndio de Roma

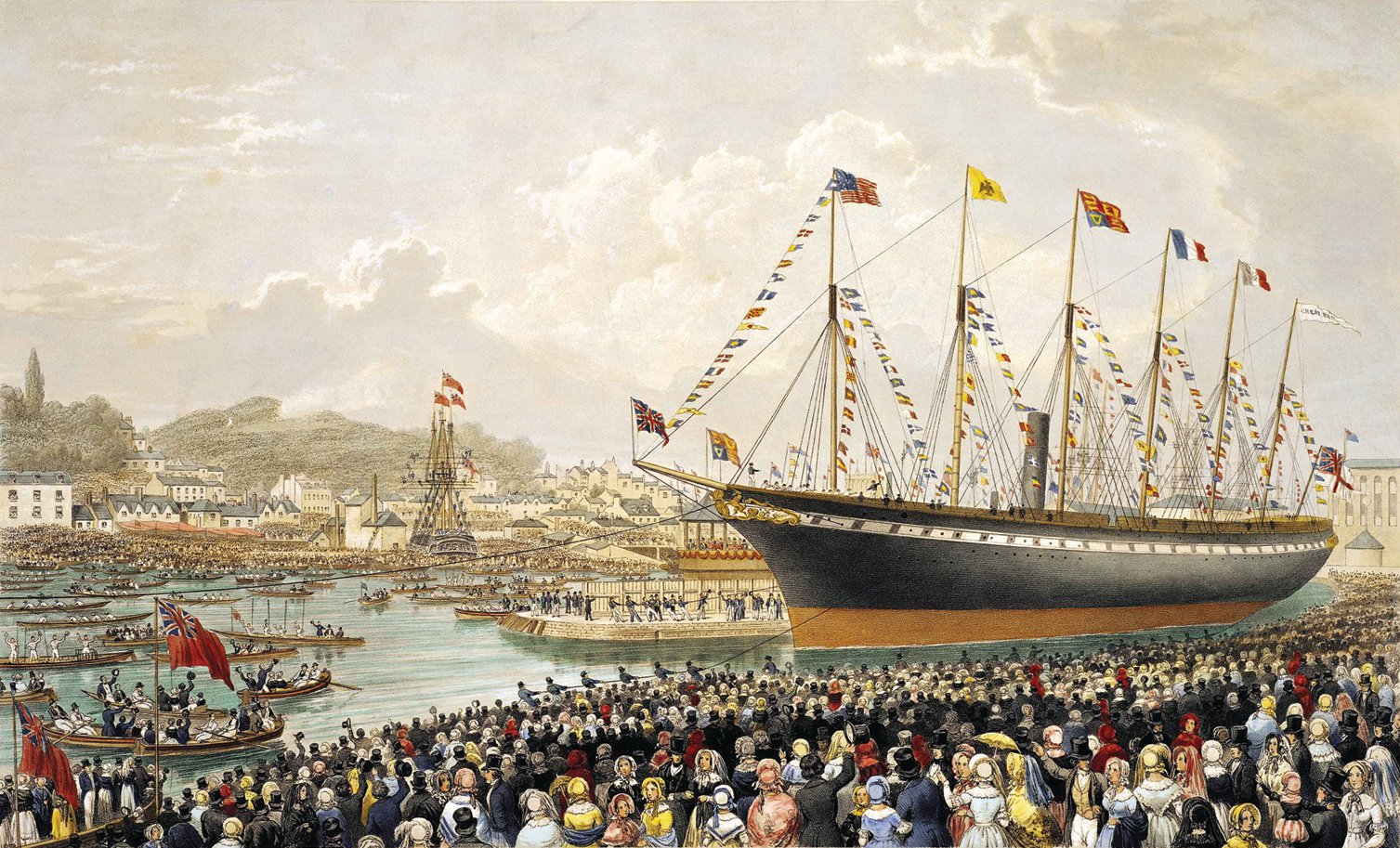
1843: Lançamento do SS Great Britain

- 0064 — Grande incêndio de Roma causa devastação generalizada e assola por seis dias, destruindo metade da cidade.
- 0484 — Leôncio, usurpador romano, é coroado imperador oriental em Tarso (atual Turquia). É reconhecido em Antioquia e faz dela sua capital.
- 0711 — Invasão muçulmana da Península Ibérica: Batalha de Guadalete: as forças omíadas sob comando de Tárique ibne Ziade derrotam os visigodos liderados pelo rei Rodrigo.
- 0939 — Batalha de Simancas: o rei Ramiro II de Leão derrota o exército mouro sob comando do califa Abderramão III perto da cidade de Simancas.
- 0998 — Guerras bizantino-árabes: Batalha de Apameia: fatímidas derrotam um exército bizantino perto de Apameia.
- 1333 — Guerras da Independência Escocesa: Batalha de Halidon Hill: os ingleses obtêm uma vitória decisiva sobre os escoceses.
- 1544 — Guerra italiana de 1542–46: começa o primeiro Cerco de Bolonha do Mar.[1]
- 1588 — Guerra Anglo-Espanhola: Batalha de Gravelines: a Armada Espanhola é avistada no Canal da Mancha.
- 1702 — Grande Guerra do Norte: um exército polonês-saxão numericamente superior de Augusto II, o Forte, operando a partir de uma posição defensiva vantajosa, é derrotado por um exército sueco com metade de seu tamanho sob o comando do rei Carlos XII na Batalha de Klissow.[2]
- 1717 — Batalha de Matapão que dá a vitória dos Estados Pontifícios, com apoio da Ordem de Malta, da República de Veneza e do Reino de Portugal, contra o Império Otomano.
- 1817 — Sem sucesso em sua tentativa de conquistar o Reino do Havaí para a Companhia Russo-Americana, Georg Anton Schäffer é forçado a admitir a derrota e deixar Kauai.
- 1821 — Coroação de Jorge IV do Reino Unido.
- 1843 — O navio a vapor de Brunel, o SS Great Britain, é lançado, tornando-se o primeiro navio oceânico com casco de ferro e hélice, tornando-se o maior navio a flutuar no mundo.
- 1848 — Direitos da mulher: tem início uma convenção de dois dias sobre os direitos da mulher em Seneca Falls, Nova Iorque.
- 1870 — Guerra Franco-Prussiana: a França declara guerra à Prússia.
- 1864 — Rebelião de Taiping: Terceira Batalha de Nanquim: A dinastia Qing finalmente derrota o Reino Celestial Taiping.[3]
- 1900
  - Entra em operação a Linha 1 do metrô de Paris.
  - Fundado o Sport Club Rio Grande, primeiro clube de futebol do Brasil.
- 1916 — Primeira Guerra Mundial: Batalha de Fromelles: tropas britânicas e australianas atacam as trincheiras alemãs como parte da Ofensiva do Somme.
- 1920 — É nomeado em Portugal o 26.º governo republicano, chefiado pelo presidente do Ministério António Granjo.
- 1936 — Guerra Civil Espanhola: a CNT e a UGT convocam uma greve geral na Espanha – mobilizando milícias operárias contra as forças nacionalistas.
- 1940 — Cerimônia do Marechal de Campo: Primeira ocasião na Segunda Guerra Mundial em que Adolf Hitler nomeia marechais de campo devido a conquistas militares.
- 1943 — Segunda Guerra Mundial: Roma é fortemente bombardeada por mais de 500 aviões aliados, causando milhares de baixas
- 1949 — O Laos torna-se independente da França.
- 1961 — Tunísia impõe um bloqueio à base naval francesa em Bizerta; os franceses capturariam a cidade inteira quatro dias depois.
- 1963 — Joe Walker voa em um North American X-15 a uma altitude recorde de 106 010 metros (347 800 pés) no X-15 Flight 90. Excedendo uma altitude de 100 km, este voo se qualifica como um voo espacial tripulado de acordo com a convenção internacional.
- 1976  Criado o Parque Nacional Sagarmatha no Nepal.
- 1977 — O primeiro sinal do Sistema de Posicionamento Global (GPS) do mundo foi transmitido do Navigation Technology Satellite 2 (NTS-2) e recebido na Rockwell Collins em Cedar Rapids, Iowa.
- 1979 — Os rebeldes sandinistas depõem o governo da família Somoza, apoiado pelos Estados Unidos, na Nicarágua.
- 1985 — A barragem de Val di Stava rompe matando 268 pessoas em Val di Stava, na Itália.
- 1989 — Voo United Airlines 232 cai em Sioux City, Iowa, matando 112 pessoas.
- 1997 — Conflitos na Irlanda do Norte: o Exército Republicano Irlandês Provisório retoma um cessar-fogo para encerrar sua campanha paramilitar de 25 anos para acabar com o domínio britânico na Irlanda do Norte.
- 2011 — O presidente guineense Alpha Condé sobrevive a uma tentativa de assassinato e golpe de estado em sua residência em Conakry.[4]
- 2012 — Guerra Civil Síria: as Unidades de Proteção Popular capturam a cidade de Kobanî sem resistência, iniciando o conflito no Curdistão sírio no nordeste da Síria.[5]
- 2018 — O Knesset aprova a polêmica Lei da Nacionalidade, que define o Estado de Israel como o estado-nação do povo judeu.[6]
- 2024 — Falha em atualização de software da CrowdStrike afeta sistemas Microsoft Windows e causa apagão cibernético global.

## Nascimentos

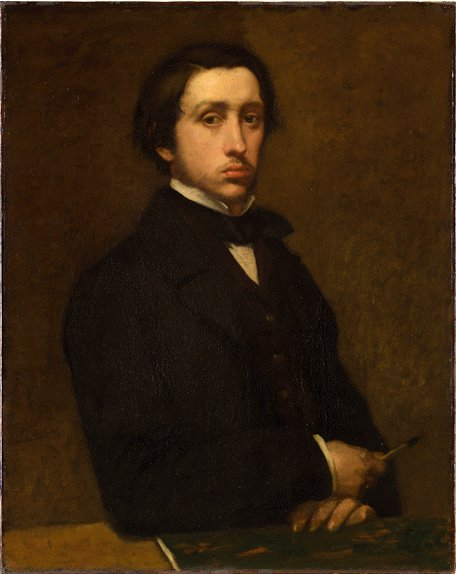
Edgar Degas

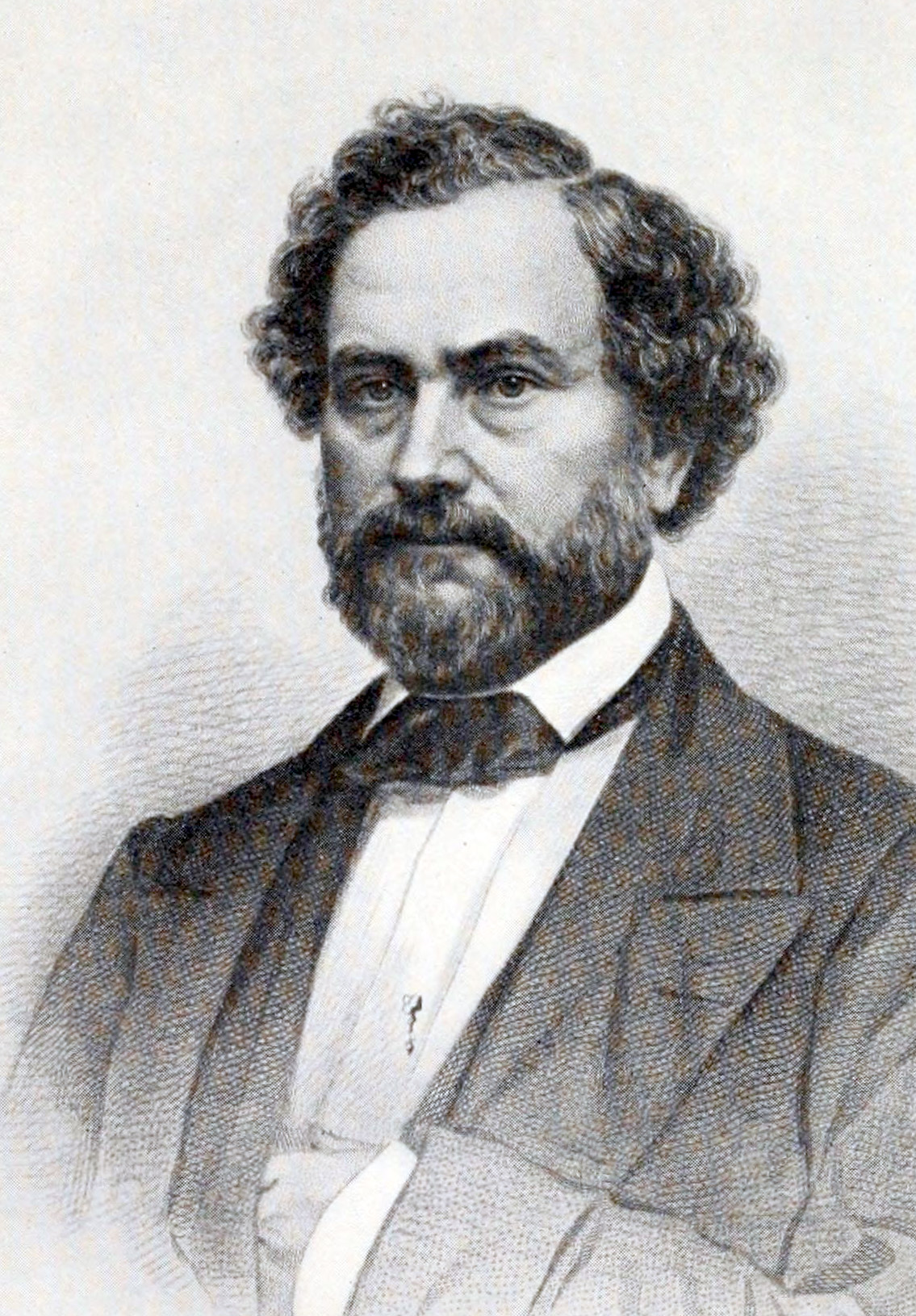
Samuel Colt

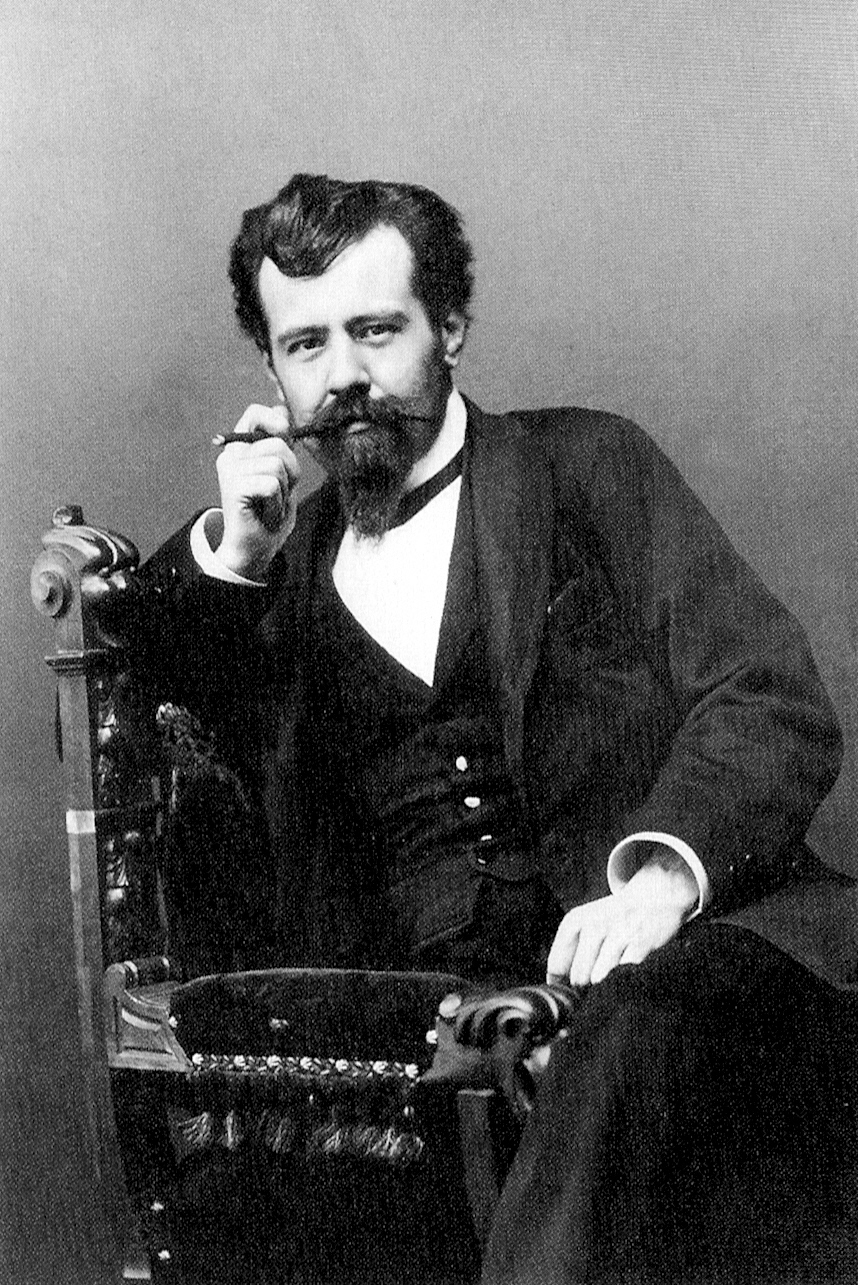
Hermann Bahr

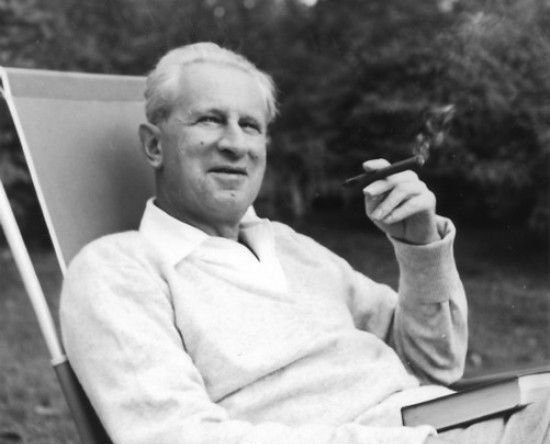
Herbert Marcuse

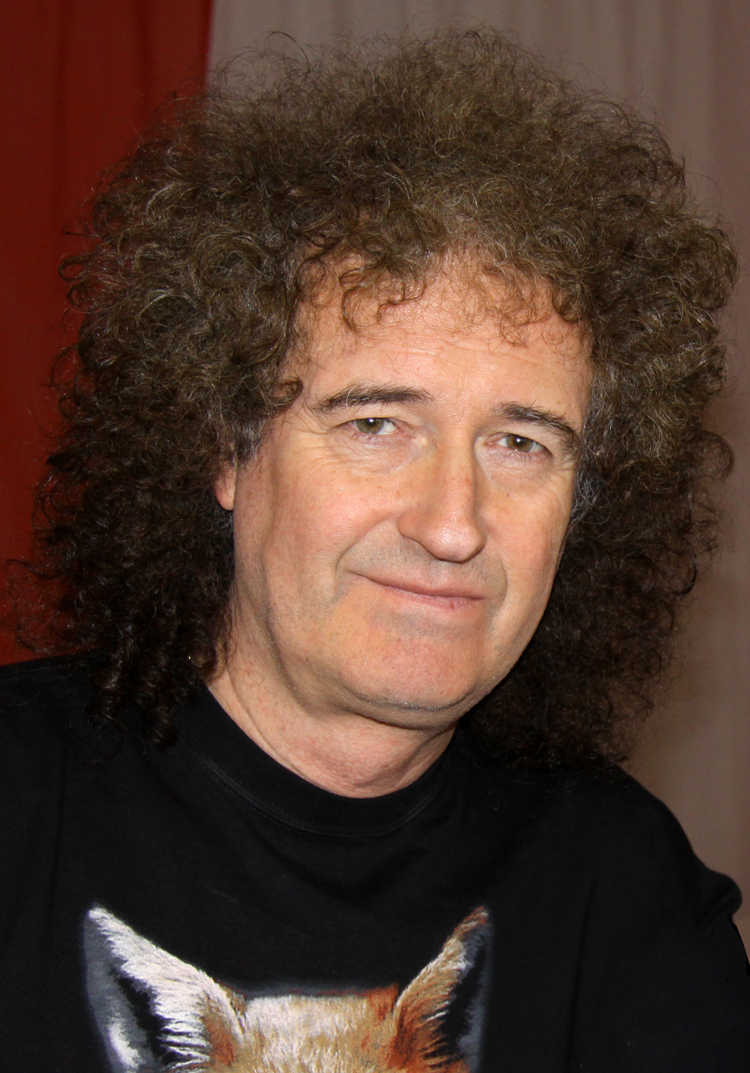
Brian May

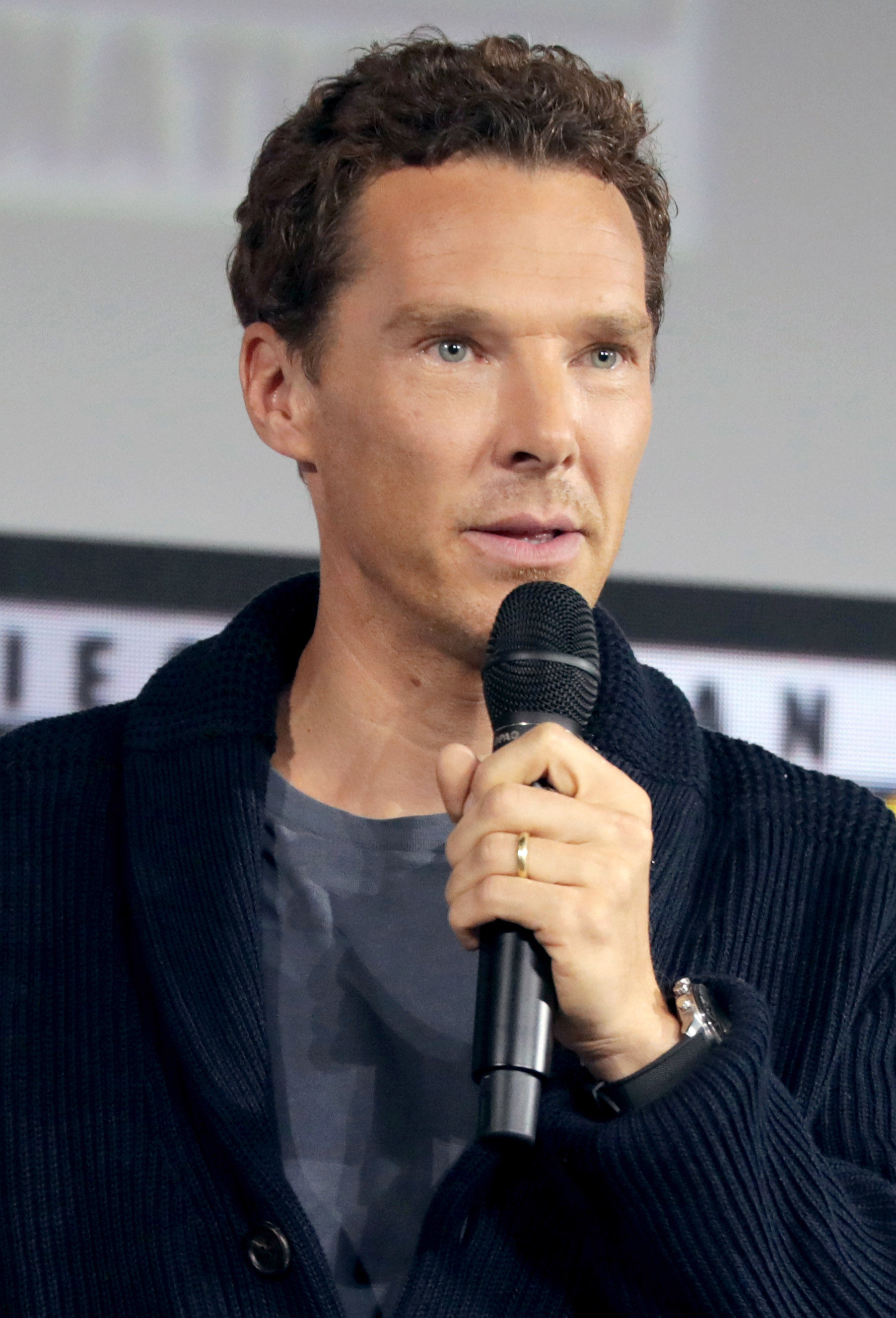
Benedict Cumberbatch

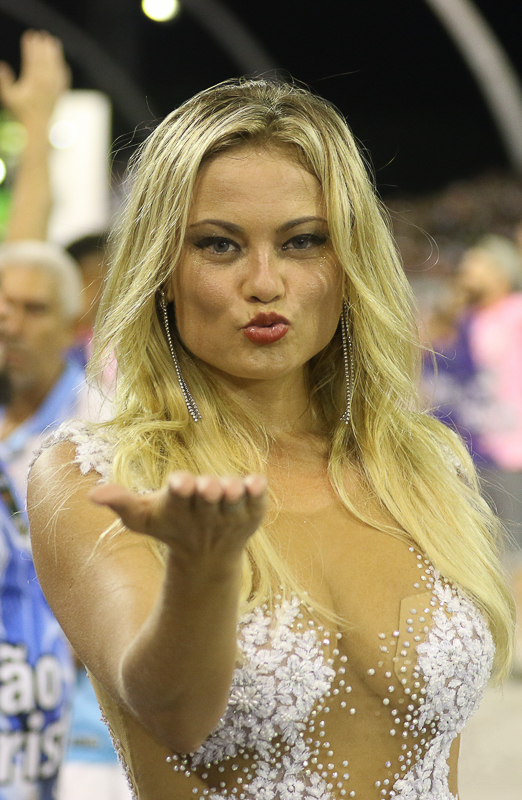
Ellen Rocche

### Anteriores ao século XIX
- 1420 — Guilherme VIII de Monferrato (m. 1483).
- 1744 — Heinrich Christian Boie, escritor alemão (m. 1806).
- 1764 — Juan José Castelli, advogado e político argentino (m. 1812).
- 1789 — John Martin, pintor britânico (m. 1854).
- 1793 — Thomas Doughty, pintor estadunidense (m. 1856).
- 1800 — Juan José Flores, militar e político venezuelano (m. 1864).

### Século XIX
- 1814 — Samuel Colt, armeiro, inventor e industrial estadunidense (m. 1862).
- 1822 — Augusta de Cambridge (m. 1916).
- 1828 — Adalberto Guilherme da Baviera (m. 1875).
- 1834 — Edgar Degas, pintor impressionista francês (m. 1917).
- 1835 — Justo Rufino Barrios Auyón, político e militar guatemalteco (m. 1885).
- 1837 — Georg Bühler, professor e linguista alemão (m. 1898).
- 1840 — José Manuel Balmaceda, político chileno (m. 1891).
- 1848 — Pedro Afonso de Bragança, príncipe do Brasil (m. 1850).
- 1849 — Alphonse Aulard, historiador francês (m. 1928).
- 1855 — Emil Paur, maestro austríaco (m. 1932).
- 1863 — Hermann Bahr, escritor, dramaturgo, diretor e crítico literário austríaco (m. 1934).
- 1868 — Florence Foster Jenkins, socialite e soprano estadunidense (m. 1944).
- 1874 — Jörg Lanz von Liebenfels, ideólogo antissemita alemão (m. 1954).
- 1876
  - Irineu Marinho, jornalista brasileiro (m. 1925).
  - Ignaz Seipel, político austríaco (m. 1932).
- 1877 — Erland Nordenskiöld, arqueólogo e antropólogo sueco (m. 1932).
- 1883 — Max Fleischer, realizador de filmes de animação e produtor cinematográfico estadunidense (m. 1992).
- 1885 — Aristides de Sousa Mendes, diplomata português (m. 1954).
- 1890 — Jorge II da Grécia (m. 1947).
- 1893 — Vladimir Mayakovsky, poeta russo (m. 1930).
- 1894
  - Percy Spencer, inventor estadunidense (m. 1970).
  - Khawaja Nazimuddin, político paquistanês (m. 1964).
- 1896
  - A.J. Cronin, escritor britânico (m. 1981).
  - Juano Hernández, ator porto-riquenho (m. 1930).
- 1898
  - Herbert Marcuse, sociólogo e filósofo alemão (m. 1979).
  - Étienne Decroux, ator e mímico francês (m. 1991).

### Século XX

#### 1901–1950
- 1902 — Chet Miller, automobilista estadunidense (m. 1953).
- 1903 — Willi Multhaup, treinador de futebol alemão (m. 1982).
- 1907
  - Isabel Jewell, atriz e cantora estadunidense (m. 1972).
  - Günter Bialas, compositor alemão (m. 1995).
- 1908 — Gunnar Olsson, futebolista sueco (m. 1974).
- 1909 — Armando Albano, jogador de basquete brasileiro (m. 1942).
- 1910 — Francisco Coloane, contista e romancista chileno (m. 2002).
- 1912
  - Horst Tietzen, aviador alemão (m. 1940).
  - Hermann-Friedrich Joppien, aviador alemão (m. 1942).
- 1915 — Moacyr Brondi Daiuto, treinador de basquete brasileiro (m. 1994).
- 1916 — Eve Merriam, poetisa estadunidense (m. 1992).
- 1919
  - Patricia Medina, atriz britânica (m. 2012).
  - Robert Pinget, escritor franco-suíço (m. 1997).
- 1920 — Émile Idée, ex-ciclista francês (m. 2024).
- 1921 — Rosalyn Yalow, médica e física estadunidense (m. 2011).
- 1922
  - George McGovern, político estadunidense (m. 2012).,
  - Stig Sundqvist, futebolista e treinador de futebol sueco (m. 2011).
- 1924
  - Pat Hingle, ator estadunidense (m. 2009).
  - Antoine Cuissard, futebolista e treinador de futebol francês (m. 1997).
- 1925 — Otto Arosemena, político equatoriano (m. 1984).
- 1927 — Jan Myrdal, escritor, ensaísta e jornalista sueco (m. 2020).
- 1929
  - Emmanuel Le Roy Ladurie, historiador francês (m. 2023).
  - John Hejduk, arquiteto estadunidense (m. 2000).
  - Halyna Zubchenko, pintora ucraniana (m. 2000).
  - Gaston Glock, empresário e engenheiro austríaco (m. 2023).
- 1933 — Roberto Leopardi, ex-futebolista uruguaio.
- 1934 — Francisco Sá Carneiro, político português (m. 1980).
- 1935 — Gerd Albrecht, maestro alemão (m. 2014).
- 1937
  - Karen Dalton, cantora estadunidense (m. 1993).
  - Rui Mendes, ator e encenador português.
- 1938 — Jayant Narlikar, astrofísico indiano (m. 2025).
- 1939 — Yves Meyer, matemático francês.
- 1940
  - Anzor Kavazashvili, ex-futebolista e treinador de futebol georgiano.
  - Hanako, Princesa Hitachi.
- 1941
  - Ana Salazar, estilista portuguesa.
  - Vikki Carr, atriz e cantora estadunidense.
- 1943 — Roy Bridges, ex-astronauta estadunidense.
- 1944 — Rosemarie Dexter, atriz britânica (m. 2010).
- 1945
  - George Dzundza, ator estadunidense.
  - Richard Henderson, biólogo britânico.
- 1946
  - Ilie Nastase, ex-tenista romeno.
  - Fernando José Monteiro Guimarães, religioso brasileiro.
- 1947 — Brian May, guitarrista britânico.
- 1948
  - Atílio Ancheta, ex-futebolista e cantor uruguaio.
  - Alexandru Neagu, futebolista romeno (m. 2010).
  - Keith Godchaux, músico estadunidense (m. 1980).
- 1949 — Kgalema Motlanthe, político sul-africano.

#### 1951–2000
- 1951 — Abel Ferrara, realizador de cinema estadunidense.
- 1952
  - Ricardo Corte Real, ator, humorista, compositor e publicitário brasileiro.
  - Allen Collins, guitarrista estadunidense (m. 1990).
- 1953 — René Houseman, futebolista argentino (m. 2018).
- 1954
  - Brad Cooper, ex-nadador australiano.
  - Loyd Boldman, músico estadunidense (m. 2014).
- 1956
  - Carlos Henrique de Brito Cruz, acadêmico e pesquisador brasileiro.
  - Peter Barton, ator estadunidense.
- 1958
  - Dora Bria, atleta brasileira (m. 2008).
  - Brad Drewett, tenista australiano (m. 2013).
- 1959 — Juan José Campanella, diretor de cinema argentino.
- 1960
  - Atom Egoyan, diretor, produtor e roteirista egípcio-canadense.
  - Renan Dal Zotto, ex-jogador e treinador de vôlei brasileiro.
  - Raúl Amarilla, ex-futebolista e treinador de futebol hispano-paraguaio.
- 1961
  - Antonio Villeroy, cantor e compositor brasileiro.
  - Hideo Nakata, cineasta japonês.
  - Campbell Scott, ator, diretor e roteirista estadunidense.
- 1962 — Anthony Edwards, ator estadunidense.
- 1963
  - Sándor Wladár, ex-nadador húngaro.
  - Guillermo Betancourt, ex-esgrimista cubano.
  - Tom G. Warrior, músico suíço.
- 1964
  - Eddy Hartono, ex-jogador de badminton indonésio.
  - Jacky Avril, ex-canoísta francês.
  - Mauro Ribeiro, ex-ciclista brasileiro.
- 1965
  - Evelyn Glennie, baterista britânica.
  - Igor Vrablic, ex-futebolista canadense.
- 1967 — Carles Busquets, ex-futebolista espanhol.
- 1968
  - Pavel Kuka, ex-futebolista tcheco.
  - Ketevan Arakhamia-Grant, enxadrista britânica.
- 1969 — Gabrielle, cantora britânica.
- 1970 — Nicola Sturgeon, política britânica.
- 1971
  - Vitali Klitschko, ex-pugilista e político ucraniano.
  - Urs Bühler, tenor suíço.
  - Naoki Soma, ex-futebolista e treinador de futebol japonês.
  - Han Jung-kook, ex-futebolista sul-coreano.
- 1972
  - Ebbe Sand, ex-futebolista dinamarquês.
  - Laurent Binet, escritor francês.
- 1973
  - Aílton, ex-futebolista brasileiro.
  - Saïd Taghmaoui, ator e roteirista francês.
- 1974
  - Vincent Spadea, ex-tenista estadunidense.
  - Rosiane Pinheiro, dançarina e atriz brasileira.
- 1975
  - Clayton Ferreira Cruz, ex-futebolista brasileiro.
  - Luca Castellazzi, ex-futebolista italiano.
  - Kamijo, cantor, músico e produtor musical japonês.
  - Elpídio Silva, ex-futebolista brasileiro.
- 1976
  - Gonzalo de los Santos, ex-futebolista uruguaio.
  - Benedict Cumberbatch, ator britânico.
  - Vinessa Shaw, atriz estadunidense.
  - Eric Prydz, DJ e produtor musical sueco.
- 1977
  - Danny Roberts, ator estadunidense.
  - Haitham Mustafa, ex-futebolista sudanês.
  - Ricardo Di Izeppe, ex-jogador e treinador de futsal brasileiro.
- 1978
  - Jonathan Zebina, ex-futebolista francês.
  - Dolores Fonzi, atriz argentina.
- 1979
  - Ellen Rocche, modelo e atriz brasileira.
  - Yves Hadley Desmarets, ex-futebolista franco-haitiano.
  - Bruno Cabrerizo, ator, apresentador, modelo e ex-futebolista brasileiro.
  - Josué, ex-futebolista brasileiro.
  - Zvonimir Vukić, ex-futebolista croata.
- 1980
  - Giorgio Mondini, automobilista suíço.
  - Xavier Malisse, ex-tenista belga.
  - Raphael Assunção, lutador brasileiro de artes marciais mistas.
  - Mark Webber, ator, diretor e roteirista estadunidense.
- 1981
  - Nenê, futebolista brasileiro.
  - Grégory Vignal, ex-futebolista francês.
- 1982
  - Jared Padalecki, ator estadunidense.
  - David Júnior Lopes, ex-futebolista brasileiro.
- 1983
  - Gislaine Ferreira, apresentadora e modelo brasileira.
  - Germán Herrera, ex-futebolista argentino.
- 1984
  - Marisol Ribeiro, atriz e dubladora brasileira.
  - Diana Mocanu, nadadora romena.
  - Aleksandr Samedov, ex-futebolista russo.
  - Laurent Didier, ex-ciclista luxemburguês.
- 1985
  - Vinícius Barrivieira, ex-futebolista brasileiro.
  - Zhou Haibin, ex-futebolista chinês.
  - Fredy Allan, ator brasileiro.
- 1986
  - Leandro Greco, ex-futebolista italiano.
  - Afërdita Dreshaj, cantora e modelo kosovar.
  - Jinder Mahal, lutador profissional canadense.
  - Laurent Pichon, ex-ciclista francês.
- 1987
  - Carlão, ex-futebolista brasileiro.
  - Jon Jones, lutador estadunidense de artes marciais mistas.
- 1988
  - Kevin Großkreutz, ex-futebolista alemão.
  - Shane Dawson, ator e comediante estadunidense.
  - Jaiyah Saelua, futebolista samoano-americana.
- 1989
  - Rafael Caroca, futebolista chileno.
  - Neto Murara, futebolista brasileiro.
  - Reika Kakiiwa, jogadora de badminton japonesa.
  - Bruna Karla, cantora brasileira.
- 1990
  - Steven Anthony Lawrence, ator estadunidense.
  - Norberto, futebolista brasileiro.
  - Darlington Nagbe, futebolista estadunidense.
  - Patrik Camilo, ex-futebolista brasileiro.
- 1991
  - Jean Seri, futebolista marfinense.
  - Jun Amano, futebolista japonês.
- 1992 — Matheus Magalhães, futebolista brasileiro.
- 1993
  - Valerie Hernández, modelo porto-riquenha.
  - Bjorn Fratangelo, tenista norte-americano.
- 1994 — Luan Peres, futebolista brasileiro.
- 1995
  - Maria Paseka, ex-ginasta russa.
  - Manuel Akanji, futebolista suíço.
  - Chiquinho, futebolista português.
  - Romee Strijd, modelo neerlandesa.
  - Maria Jose Alvarado, modelo hondurenha (m. 2014).
  - Matt Miazga, futebolista estadunidense.
  - Marko Rog, futebolista croata.
- 1996 — Nathaël Julan, futebolista francês (m. 2020).
- 1997 — Anastasia Tatareva, ginasta russa.
- 1998 — Gabrielle Roncatto, nadadora brasileira.
- 1999
  - Pâmela Rosa, skatista brasileira.
  - David Carmo, futebolista luso-angolano.
- 2000
  - Owen Joyner, ator estadunidense.
  - Michel Ndary Adopo, futebolista francês.

### Século XXI
- 2001 — Alexander Smolyar, automobilista russo.
- 2002 — Fábio Silva, futebolista português.
- 2004 — La Bala, publicista e produtora mexicana.

## Mortes

### Anteriores ao século XIX
- 0514 — Papa Símaco (n. 460).
- 0998 — Damião Dalasseno, general bizantino (n. 940).
- 1364 — Elisenda de Moncada, rainha de Aragão (n. 1292).
- 1374 — Francisco Petrarca, escritor, poeta e filósofo italiano (n. 1304).
- 1415 — Filipa de Lencastre, princesa inglesa (n. 1359).
- 1543 — Maria Bolena, dama da corte inglesa (n. 1499).
- 1687 — Laura Martinozzi, duque de Módena e Régio (n. 1639).

### Século XIX
- 1810 — Luísa de Meclemburgo-Strelitz rainha consorte da Prússia (n. 1776).
- 1856 — Stefano Franscini, político e historiador suíço (n. 1796).
- 1857 — João Manuel Alexandrino de Vasconcelos, magistrado português (n. 1787).
- 1886 — Cesário Verde, poeta português (n. 1855).
- 1891 — Pedro Antonio de Alarcón, escritor espanhol (n. 1833).

### Século XX
- 1947 — Aung San, general e político birmanês (n. 1915).
- 1965 — Syngman Rhee, político sul-coreano (n. 1875).
- 1977 — Karl Ristikivi, escritor estoniano (n. 1912).
- 1980 — Nihat Erim, político turco (n. 1912).
- 1981 — José María Pemán, escritor espanhol (n. 1898).
- 1983 — Alexia Bryn, patinadora artística norueguesa (n. 1889).
- 1987 — Clementina de Jesus, cantora brasileira (n. 1901).
- 1990 — Azis Simão, sociólogo brasileiro (n. 1912).
- 1992 — Paolo Borsellino, magistrado italiano (n. 1940).

### Século XXI
- 2003 — Pierre Graber, político suíço (n. 1908).
- 2007 — Roberto Fontanarrosa, escritor e cartunista argentino (n. 1944).
- 2008 — Dercy Gonçalves, atriz e humorista brasileira (n. 1907).
- 2009
  - Henry Surtees, automobilista britânico (n. 1991).
  - Gilberto Mestrinho, político brasileiro (n. 1928).
  - Frank McCourt, escritor norte-americano (n. 1930).
  - Karen Harup, nadadora dinamarquesa (n. 1924).
- 2014
  - Rubem Alves, psicanalista, teólogo e escritor brasileiro (n. 1933).
  - James Garner, ator norte-americano (n. 1928).
  - Skye McCole Bartusiak, atriz estadunidense (n. 1992).
  - Norberto Odebrecht, engenheiro e empresário brasileiro (n. 1920).
- 2016 — Carmen Hernández, catequista e missionária católica espanhola (n. 1930).
- 2017 — Paulo Sant'Ana, cronista e escritor brasileiro (n. 1939).
- 2019 — Rutger Hauer, ator, escritor e ambientalista neerlandês (n. 1944).

## Feriados e eventos cíclicos

### Brasil
- Dia Nacional do Futebol
- Dia da Caridade.
- Dia da Junta Comercial.
- Dia dos Povos Oprimidos.
- Aniversário dos municípios de Bom Jardim e Barreiros - Pernambuco
- Aniversário dos municípios de Teolândia, Riachão das Neves e Canápolis - Bahia
- Aniversário do município de Encruzilhada do Sul - Rio Grande do Sul
- Aniversário dos municípios de Bom Jesus do Oeste, Penha, Praia Grande e Jupiá - Santa Catarina

### Cristianismo
- Arsênio, o Grande
- Epafras
- Justa e Rufina
- Macrina, a Jovem
- Papa Símaco

## Outros calendários
- No calendário romano era o 14.º dia (XIV) antes das calendas de agosto.
- No calendário litúrgico tem a letra dominical D para o dia da semana.
- No calendário gregoriano a epacta do dia é viii.